# Եւ
Yew o Yev (minúscula: և, en armenio: և) es la trigésimo séptima letra del alfabeto armenio reformado. Se trata de una ligadura de las letras Yech (ե) y Hyun (ւ). La letra Yev se usaba de facto antes de la reforma ortográfica del armenio, pero no formaba parte del alfabeto como una letra por separado.
A diferencia de la mayoría de letras del alfabeto armenio, la letra Yev no posee valor numérico.

## Uso
Tanto en armenio oriental como occidental se pronuncia como [ɛv], salvo al inicio de una palabra, que se pronuncia como [jɛv].
Esta letra no posee una forma concreta de mayúscula. Cuando es necesario representrar ese sonido en mayúscula, se escribe con las letras Եւ (en la ortografía clásica) o Եվ (en la ortografía reformada).

## Códigos informáticos
| Carácter      | և                                | և                                |
| ------------- | -------------------------------- | -------------------------------- |
| Unicode       | ARMENIAN SMALL LIGATURE ECH YIWN | ARMENIAN SMALL LIGATURE ECH YIWN |
| Codificación  | decimal                          | hex                              |
| Unicode       | 1415                             | U+0587                           |
| UTF-8         | 214 135                          | D6 87                            |
| Ref. numérica | &#1415;                          | &#x587;                          |